# Bazovik (Pirot)
Bazovik (cirill betűkkel Базовик) egy falu Szerbiában, a Piroti körzetben, a Piroti községben.

## Népesség
- 1948-ban 1 072 lakosa volt.
- 1953-ban 1 078 lakosa volt.
- 1961-ben 1 009 lakosa volt.
- 1971-ben 820 lakosa volt.
- 1981-ben 540 lakosa volt.
- 1991-ben 336 lakosa volt
- 2002-ben 203 lakosa volt,[1] akik mindannyian szerbek.[2]